# Charles Weerts
Charles Weerts, född den 1 mars 2001 i Verviers är en belgisk racerförare.